# Seventh Army Symphony Orchestra
La Seventh Army Symphony Orchestra è stato l'unico complesso sinfonico orchestrale mai creato sotto la soprintendenza dell'Esercito degli Stati Uniti. Fondata dal compositore Samuel Adler, i suoi membri parteciparono alle iniziative di diplomazia culturale degli Stati Uniti nel tentativo di dimostrare il patrimonio culturale condiviso degli Stati Uniti, dei loro alleati europei e dei paesi vinti dell'Europa durante l'era del secondo dopoguerra.

## Storia
La Seventh Army Symphony Orchestra nacque nel 1952 come parte della 7ª Armata degli Stati Uniti con sede a Stoccarda, in Germania. Fu fondata dal giovane direttore d'orchestra Samuel Adler, che fu anche il suo primo direttore principale. I membri dell'orchestra erano musicisti preparati professionalmente, che erano anche arruolati all'interno dell'esercito negli anni '50 e all'inizio degli anni '60.
Nel corso di un decennio l'orchestra tenne concerti in Europa come parte delle iniziative diplomatiche culturali degli Stati Uniti all'indomani della seconda guerra mondiale. Oltre a rafforzare il morale delle truppe americane arruolate, l'orchestra fu istituita per dimostrare i valori culturali condivisi e il patrimonio musicale che univa i cittadini dell'America con le loro controparti in tutta Europa. Le esibizioni dell'orchestra furono ben accolte dal pubblico e compresero tournée in Germania Ovest, Danimarca, Francia, Grecia, Italia e Regno Unito dal 1952 al 1962.
Sotto la direzione musicale di Samuel Adler, l'orchestra presentava un repertorio composto da selezioni del principale repertorio sinfonico di musica classica, tra cui opere di Ludwig van Beethoven e Johannes Brahms. Negli anni successivi cercò anche di condividere il patrimonio musicale dell'America con il pubblico europeo, mostrando il talento di importanti compositori americani tra cui: Roy Harris, Leroy Anderson e Morton Gould. Questi concerti si dimostrarono molto popolari tra civili e militari. Il generale Dwight Eisenhower elogiò perfino l'orchestra come "la cosa più grande per i rapporti tra americani e tedeschi" dalla fine della seconda guerra mondiale. Mentre prestava servizio come Alto Commissario degli Stati Uniti in Germania presso l'Allied High Commission, James B. Conant elogiò anche l'orchestra per il merito di promuovere l'intesa culturale tra il popolo tedesco e quello americano. Adler fu insignito della Citation of Excellence dell'esercito per i servizi alla musica nel 1953 per i suoi sforzi nel fondare e organizzare l'orchestra.

Nel corso degli anni i membri dell'orchestra furono protagonisti di diversi spettacoli storici. Durante il concerto inaugurale dell'orchestra il 5 luglio 1952 a Heidelberg, i membri dell'orchestra si esibirono durante i festeggiamenti d'addio al Comandante Supremo delle forze alleate della NATO, Dwight Eisenhower. Nel dicembre del 1955 fu la prima orchestra americana a partecipare a una trasmissione radiofonica in diretta sulla radio tedesca sotto la direzione di Ronald Ondrejka. Diversi anni dopo, nel 1957, debuttò sulla rete televisiva tedesca a Berlino sotto la direzione di Ling Tung e partecipò al programma "Settimana della musica leggera" che fu trasmesso dalla radio della Germania del Sud all'Europa ed agli Stati Uniti. Nel 1958 l'orchestra si esibì anche alla Fiera Mondiale di Bruxelles (Expo 1958) sotto la direzione di Edward Lee Alley.
Mentre la ricostruzione dell'Europa progrediva negli anni '50, le esibizioni dell'orchestra non furono più ritenute necessarie. Il reclutamento all'interno dell'esercito per l'orchestra fu ridotto dopo il 1962.

## Trasmissioni radio
Oltre a tenere concerti per il pubblico in tutta Europa, la Seventh Army Orchestra diede anche concerti alla radio. Le esibizioni dell'orchestra sono state condivise con tutti i membri delle forze armate degli Stati Uniti tramite il servizio radio delle Forze armate.

## Direttori
Nel corso degli anni, diversi musicisti famosi hanno diretto la Seventh Army Orchestra, tra cui:
- 1952-1953 Samuel Adler
- 1953-1954 James Dixon, Andrew Heath
- 1953-1955 Kenneth Schermerhorn
- 1954-1956 Ronald Ondrejka
- 1955-1956 Henry Lewis
- 1956-1958 Ling Tung
- 1957-1959 Nico Snel
- 1958-1960 Edward Lee Alley, Howard Wassermann - Assistant Conductor
- 1959-1960 John Ferritto, John Canarina
- 1960-1961 Arthur Shettle, Ralph Lane
- 1960-1962 Reid Bunger
- 1961-1962 Thomas Lewis, John Covelli